# Тёмная африканская ласточка
Тёмная африканская ласточка (лат. Psalidoprocne pristoptera) — вид птиц семейства ласточковых. Выделяют 12 подвидов.
Тёмная африканская ласточка живёт в открытых лесах, и предпочитает более влажные районы, хотя некоторые подвиды распространены на горных пастбищах. Гнездится в Африке от восточной Нигерии и Эфиопии на юг до Анголы, на север до Зимбабве и Северного Мозамбика. Подвид P. p . holomelaena встречается на юго-востоке Африки от южной части Мозамбика к югу Южно-Африканской Республики.
У ласточки чёрная окраска оперения с синим отблеском, длина тела 15 см, хвост раздвоенный. Известно 12 подвидов, отличающихся окраской маховых перьев.
Собираются парами или в группы на лесных полянах и возле водоёмов, где охотятся на летающих насекомых.
Гнездо строит из травы и мха в норах глубиной 30—50 см в глинистых и песчаных обрывах. Откладывает 2—3 белых яйца. Самка насиживает 14—19 дней, а через 24—27 дней птенцы оперяются.